# Championnats d'Europe d'haltérophilie 2013
Navigation
Édition précédente Édition suivante
Les Championnats d'Europe d'haltérophilie 2013 ont lieu en Albanie, à Tirana du 6 avril 2013 au 15 avril 2013.

## Résultats détaillés

### Hommes

#### - de 56 kg
|             | Or                    | Or     | Argent                | Argent | Bronze                 | Bronze |
| Arraché     | Asen Muradov Bulgarie | 118 kg | Oleg Sîrghi Moldavie  | 116 kg | Tom Goegebuer Belgique | 113 kg |
| Épaulé-Jeté | Oleg Sîrghi Moldavie  | 145 kg | Asen Muradov Bulgarie | 140 kg | Marco Scaratimo Italie | 135 kg |
| Total       | Oleg Sîrghi Moldavie  | 261 kg | Asen Muradov Bulgarie | 258 kg | Tom Goegebuer Belgique | 248 kg |

#### - de 62 kg
|             | Or                       | Or     | Argent               | Argent | Bronze                    | Bronze |
| Arraché     | Florin Croitoru Roumanie | 135 kg | Ferdi Nazif Bulgarie | 126 kg | Ghenadie Dudoglo Moldavie | 125 kg |
| Épaulé-Jeté | Florin Croitoru Roumanie | 155 kg | Stoyan Enev Bulgarie | 155 kg | Arthouros Akritidis Grèce | 150 kg |
| Total       | Florin Croitoru Roumanie | 290 kg | Stoyan Enev Bulgarie | 278 kg | Ghenadie Dudoglo Moldavie | 275 kg |

#### - de 69 kg
|             | Or                     | Or     | Argent                 | Argent | Bronze                  | Bronze |
| Arraché     | Oleg Chen Russie       | 155 kg | Daniel Godelli Albanie | 145 kg | Serghei Cechir Moldavie | 143 kg |
| Épaulé-Jeté | Daniel Godelli Albanie | 180 kg | Oleg Chen Russie       | 176 kg | Briken Calja Albanie    | 174 kg |
| Total       | Oleg Chen Russie       | 331 kg | Daniel Godelli Albanie | 325 kg | Bernardin Matam France  | 311 kg |

#### - de 77 kg
|             | Or                      | Or     | Argent                          | Argent | Bronze                          | Bronze |
| Arraché     | Dmitry Khomyakov Russie | 161 kg | Eduard Savchenko Ukraine        | 148 kg | Paul-Catalin Stoichita Roumanie | 148 kg |
| Épaulé-Jeté | Dmitry Khomyakov Russie | 190 kg | Paul-Catalin Stoichita Roumanie | 186 kg | Damian Kuczyński Pologne        | 185 kg |
| Total       | Dmitry Khomyakov Russie | 351 kg | Paul-Catalin Stoichita Roumanie | 334 kg | Damian Kuczyński Pologne        | 330 kg |

#### - de 85 kg
|             | Or                   | Or     | Argent               | Argent | Bronze                     | Bronze |
| Arraché     | Apti Aukhadov Russie | 173 kg | Ivan Markov Bulgarie | 170 kg | Gabriel Sâncrăian Roumanie | 166 kg |
| Épaulé-Jeté | Apti Aukhadov Russie | 215 kg | Ivan Markov Bulgarie | 205 kg | Albert Sayakhov Russie     | 202 kg |
| Total       | Apti Aukhadov Russie | 388 kg | Ivan Markov Bulgarie | 375 kg | Albert Sayakhov Russie     | 367 kg |

#### - de 94 kg
|             | Or                  | Or     | Argent                           | Argent | Bronze                           | Bronze |
| Arraché     | Rinat Kireev Russie | 173 kg | Zygimantas Stanulis Lituanie     | 172 kg | Vazha Ghonghadze Géorgie         | 168 kg |
| Épaulé-Jeté | Rinat Kireev Russie | 216 kg | Aliaksandr Makaranka Biélorussie | 200 kg | Zygimantas Stanulis Lituanie     | 200 kg |
| Total       | Rinat Kireev Russie | 389 kg | Zygimantas Stanulis Lituanie     | 372 kg | Aliaksandr Makaranka Biélorussie | 366 kg |

#### - de 105 kg
|             | Or                      | Or     | Argent                    | Argent | Bronze                    | Bronze |
| Arraché     | Maxim Sheiko Russie     | 184 kg | David Bedzhanyan Russie   | 181 kg | Albert Kuzilov Géorgie    | 180 kg |
| Épaulé-Jeté | David Bedzhanyan Russie | 230 kg | Artūrs Plēsnieks Lettonie | 222 kg | Maxim Sheiko Russie       | 220 kg |
| Total       | David Bedzhanyan Russie | 411 kg | Maxim Sheiko Russie       | 404 kg | Artūrs Plēsnieks Lettonie | 397 kg |

#### + 105 kg
|             | Or                    | Or     | Argent                | Argent | Bronze                    | Bronze |
| Arraché     | Artem Udachyn Ukraine | 200 kg | Ruslan Albegov Russie | 195 kg | Irakli Turmanidze Géorgie | 192 kg |
| Épaulé-Jeté | Ruslan Albegov Russie | 247 kg | Artem Udachyn Ukraine | 242 kg | Jiří Orság Tchéquie       | 237 kg |
| Total       | Ruslan Albegov Russie | 442 kg | Artem Udachyn Ukraine | 442 kg | Jiří Orság Tchéquie       | 422 kg |

### Femmes

#### - de 48 kg
|             | Or                    | Or     | Argent                 | Argent | Bronze                       | Bronze |
| Arraché     | Genny Pagliaro Italie | 82 kg  | Iana Diachenko Ukraine | 75 kg  | Estefania Juan Tello Espagne | 73 kg  |
| Épaulé-Jeté | Genny Pagliaro Italie | 99 kg  | Anaïs Michel France    | 92 kg  | Estefania Juan Tello Espagne | 90 kg  |
| Total       | Genny Pagliaro Italie | 181 kg | Iana Diachenko Ukraine | 164 kg | Anaïs Michel France          | 164 kg |

#### - de 53 kg
|             | Or                            | Or     | Argent                        | Argent | Bronze                | Bronze |
| Arraché     | Iuliia Paratova Ukraine       | 90 kg  | Svetlana Cheremshanova Russie | 82 kg  | Manon Lorentz France  | 81 kg  |
| Épaulé-Jeté | Svetlana Cheremshanova Russie | 106 kg | Ayşegül Çoban Turquie         | 105 kg | Maya Ivanova Bulgarie | 105 kg |
| Total       | Iuliia Paratova Ukraine       | 194 kg | Svetlana Cheremshanova Russie | 188 kg | Maya Ivanova Bulgarie | 186 kg |

#### - de 58 kg
|             | Or                         | Or     | Argent                 | Argent | Bronze                 | Bronze |
| Arraché     | Alena Chychkan Biélorussie | 95 kg  | Romela Begaj Albanie   | 95 kg  | Loredana Toma Roumanie | 93 kg  |
| Épaulé-Jeté | Alena Chychkan Biélorussie | 118 kg | Loredana Toma Roumanie | 117 kg | Romela Begaj Albanie   | 112 kg |
| Total       | Alena Chychkan Biélorussie | 213 kg | Loredana Toma Roumanie | 210 kg | Romela Begaj Albanie   | 207 kg |

#### - de 63 kg
|             | Or                               | Or     | Argent                           | Argent | Bronze                  | Bronze |
| Arraché     | Milka Maneva Bulgarie            | 96 kg  | Irina Lăcrămioara Lepşa Roumanie | 90 kg  | Anna Lesniewska Pologne | 89 kg  |
| Épaulé-Jeté | Irina Lăcrămioara Lepşa Roumanie | 122 kg | Milka Maneva Bulgarie            | 121 kg | Anna Lesniewska Pologne | 114 kg |
| Total       | Milka Maneva Bulgarie            | 217 kg | Irina Lăcrămioara Lepşa Roumanie | 212 kg | Anna Lesniewska Pologne | 203 kg |

#### - de 69 kg
|             | Or                           | Or     | Argent                       | Argent | Bronze                   | Bronze |
| Arraché     | Dzina Sazanavets Biélorussie | 112 kg | Oxana Slivenko Russie        | 112 kg | Nadiya Myronyuk Ukraine  | 105 kg |
| Épaulé-Jeté | Oxana Slivenko Russie        | 145 kg | Dzina Sazanavets Biélorussie | 140 kg | Tatjana Matwejewa Russie | 127 kg |
| Total       | Oxana Slivenko Russie        | 257 kg | Dzina Sazanavets Biélorussie | 252 kg | Nadiya Myronyuk Ukraine  | 230 kg |

#### - de 75 kg
|             | Or                           | Or     | Argent                 | Argent | Bronze                    | Bronze |
| Arraché     | Nadezhda Yevstyukhina Russie | 123 kg | Lidia Valentin Espagne | 120 kg | Małgorzata Wiejak Pologne | 100 kg |
| Épaulé-Jeté | Nadezhda Yevstyukhina Russie | 155 kg | Lidia Valentin Espagne | 135 kg | Mandy Wedow Allemagne     | 116 kg |
| Total       | Nadezhda Yevstyukhina Russie | 278 kg | Lidia Valentin Espagne | 255 kg | Małgorzata Wiejak Pologne | 216 kg |

#### + 75 kg
|             | Or                      | Or     | Argent                  | Argent | Bronze                  | Bronze |
| Arraché     | Ganna Kozenko Ukraine   | 101 kg | Sabina Bagińska Pologne | 101 kg | Krisztina Magát Hongrie | 96 kg  |
| Épaulé-Jeté | Sabina Bagińska Pologne | 128 kg | Ganna Kozenko Ukraine   | 127 kg | Krisztina Magát Hongrie | 124 kg |
| Total       | Sabina Bagińska Pologne | 229 kg | Ganna Kozenko Ukraine   | 228 kg | Krisztina Magát Hongrie | 220 kg |